# Греко-латинский кабинет Ю. А. Шичалина
Гре́ко-лати́нский кабине́т Ю. А. Шича́лина (сокращённо ГЛК) был создан в 1990 году в Москве филологом-классиком Ю. А. Шичалиным с целью возрождения в России классического образования; основные направления деятельности ГЛК — школьное и внешкольное образование, а также книгоиздание гуманитарной направленности.

## История
Греко-латинский кабинет (ГЛК) был зарегистрирован Ю. А. Шичалиным 19 сентября 1990 года. Поначалу ГЛК представлял собой систему курсов по древнегреческому и латинскому языкам, смежным дисциплинам и истории философии и располагался во 2-м Обыденском переулке, рядом с церковью Илии Обыденного. С течением времени проект расширился: к курсам древних языков добавились программы по современным языкам. Практически одновременно с курсами начало свою работу издательство ГЛК. В 1993 году при ГЛК была открыта Классическая гимназия — среднее учебное заведение с углублённым изучением античных языков и культуры. С 1999 года работает начальная школа при ГЛК. С 2000 года совершаются богослужения в гимназическом храме Трёх Святителей.

## Курсы древних и современных языков
Курсы классических языков — древнегреческого и латыни — работают в ГЛК с самого начала: первый набор был открыт 20 сентября 1990 года, буквально на следующий день после официальной регистрации кабинета. Постепенно к числу древних языков, предлагаемых слушателям курсов, были добавлены санскрит, древнеегипетский и др. Кроме того, в ГЛК имеется возможность изучать и современные языки — прежде всего английский, французский и новогреческий. Своего рода комбинацию двух вышеперечисленных направлений представляет собой онлайн-курс «Живая латынь», в рамках которого участники смогут овладеть навыками разговорного латинского языка.
Языковые курсы ГЛК изначально предназначались прежде всего для взрослых людей. Для того чтобы классическое образование было доступно детям, были набраны детские группы, а кроме того при ГЛК была создана гимназия.

## Классическая гимназия
Классическая гимназия при ГЛК открылась 1 сентября 1993 года. Она представляет собой среднее общеобразовательное учреждение с профильным углублённым обучением языкам (древним — древнегреческому и латыни, и новым — английскому и французскому) и гуманитарным дисциплинам; кроме того, православные священинки преподают гимназистам Закон Божий. Духовник гимназии — иеромонах Тихон (Зимин), выпускник классического отделения филфака МГУ. В гимназии преподают преимущественно выпускники МГУ, некоторые учителя совмещают работу в школе с преподаванием в университетах и научной деятельностью.
В гимназии имеются классы с 5-го по 11-й. Для учеников 1—4 классов в 1999 году была открыта начальная школа, которая стала структурным подразделением гимназии. Помимо собственно начальной школы, при гимназии действуют подготовительный и прогимназический классы — для поступающих в 1-й и 5-й классы соответственно.
При гимназии действует православный храм во имя Трёх Святителей (престольный праздник — 12 февраля по новому стилю). Служащий священник — иеромонах Тихон (Зимин). Гимназическая церковь приписана к Храму Успения Пресвятой Богородицы в Печатниках (ул. Сретенка).
С момента основания гимназии и по 2020 год директором являлась Е. Ф. Шичалина, жена Ю. А. Шичалина (в настоящее время — советник директора по учебной работе). С 2020 года должность директора занимает Олег Владимирович Сидоров.

## Издательство «Греко-латинский кабинет»
Издательство ГЛК создано в 1990 году и специализируется на выпуске научных и учебных изданий по античности, истории философии и раннему христианству, выпускает учебники и пособия по древнегреческому и латинскому языкам, комментарии к классическим текстам (такие издания, как правило, включают оригинальный текст памятника и современный русский перевод), монографии (в том числе по истории образования) и научные сборники; в последние годы — также мемуары, книги по семейной истории и художественную литературу.
Первой выпущенной издательство книгой стал репринт гимназического словаря древнегреческого языка А. Д. Вейсмана (1899), это издание было напечатано в 1991 году тиражом в 50 тысяч экземпляров. Позднее был также переиздан гимназический словарь латыни авторства О. А. Петрученко (репринт 9-го издания 1914 года). В последующие годы издательство сосредоточилось на подготовке новых книг — как написанных на русском языке, так и переведённых с европейских языков (прежде всего с английского, немецкого и французского); в их числе — «История римской литературы» Михаэля фон Альбрехта, «Пайдейя: Воспитание античного грека» Вернера Йегера, «Римская литература в России в XVIII — начале XX века» А. И. Любжина и др..
Основная аудитория изданий ГЛК — классические гимназии, лицеи, вузы, духовные школы и самостоятельные исследователи.